# Leucania cuneilinea
Leucania cuneilinea là một loài bướm đêm trong họ Noctuidae.